# Sundagök
Sundagök (Cuculus lepidus) är en fågel i familjen gökar inom ordningen gökfåglar, närbesläktad med tajgagök och himalayagök. Den förekommer i Sydostasien, från Malackahalvön till Stora och Små Sundaöarna. Beståndet anses vara stabilt.

## Utseende och läte
Sundagöken är en typisk Cuculus-gök. De flesta vuxna fåglar är grå med svarta band på vita undersidan, men vissa honor är roströda med kraftig tvärbandning. Den är i stort sett identisk med tajgagök och himalayagök som den delar utbredningsområde med under flyttningen och vintertid. Sundagöken har dock mer kontrasterande grå ovansida, bredare tvärband på undersidan och mer beige, otecknad undergump. Ungfågeln är gråsvart ovan med vita fjäderkanter. Lätet består av två till tre hoande toner, ljusare än tajgagökens läte.

## Utbredning och systematik
Fågeln återfinns på Malackahalvön, Stora Sundaöarna och Små Sundaöarna. Den behandlas som monotypisk, det vill säga att den inte delas in i några underarter.

### Artstatus
Artens systematik är omdiskuterad. Den tillhör en grupp närbesläktade gökar som tidigare behandlades som en och samma art. Gruppen består av förutom sundagök även himalayagök (C. saturatus) och tajgagök (C. optatus). Idag råder en stor oenighet taxonomiska auktoriteter emellan var artgränserna går inom gruppen. Clements et al 2016 och International Ornithological Congress (IOC) urskiljer alla tre som olika arter. Birdlife International och IUCN urskiljer sundagök som egen art, men slår ihop himalayagök och tajgagök till en, C. saturatus. Howard & Moore har en tredje lösning, där himalayagök och tajgagök betraktas som skilda arter, medan sundagök inkluderas i saturatus.

## Levnadssätt
Sundagöken hittas i bergsskogar. Födan består av insekter, framför allt fjärilslarver, men tar även gräshoppor, syrsor, cikador, skalbaggar, flugor och myror, liksom viss frukt. Liksom många gökar är sundagöken boparasit som lägger sina ägg i andra fåglars bon, denna art bland annat kastanjekronad sångare, gulbröstad sångare och indonesisk sångare på Malackahalvön, på Java sundacetta, sundasångare och även här indonesisk sångare.

## Status och hot
Arten har ett stort utbredningsområde, men tros minska i antal, dock inte tillräckligt kraftigt för att den ska betraktas som hotad. Internationella naturvårdsunionen IUCN listar arten som livskraftig (LC).